# Marcapasos cardíaco

La imagen muestra el marcapasos cardíaco o nódulo sinoauricular (nodo SA), el marcapasos normal dentro del sistema de conducción eléctrico del corazón.

Los marcapasos naturales del corazón están formados por cardiomiocitos especializados. La contracción muscular del músculo cardíaco en los animales se inicia por los impulsos eléctricos conocidos como potencial de acción. La tasa en que estos impulsos se dispara controla la tasa de contracción cardíaca, aquello es, el ritmo cardíaco. Las células que crean estos impulsos rítmicos que establecen el ritmo de bombeo de sangre se llaman células de marcapasos. Estas controlan directamente el ritmo cardíaco. Esto es, hacen de marcapasos natural del corazón. En humanos la concentración de células de marcapasos en el nódulo sinoatrial (o sinusal o SA) es el marcapasos natural, y el ritmo resultante es el ritmo sinusal.
A veces el marcapasos ectópico es el que establece el paso, si el nodo sinusal o sinoatrial (SA)  o el sistema de conducción eléctrico del corazón  tiene algún daño. Las arritmias cardíacas pueden causar bloqueo del corazón, en donde las contracciones pierden todo ritmo útil.
 En humanos, y ocasionalmente en otros animales, un dispositivo mecánico llamado marcapasos artificial (o sencillamente "marcapasos") puede ser utilizado después de producido un daño al sistema de conducción intrínseca del cuerpo, para producir estos impulsos artificialmente.

## Control

### Primario (Nodo SA)

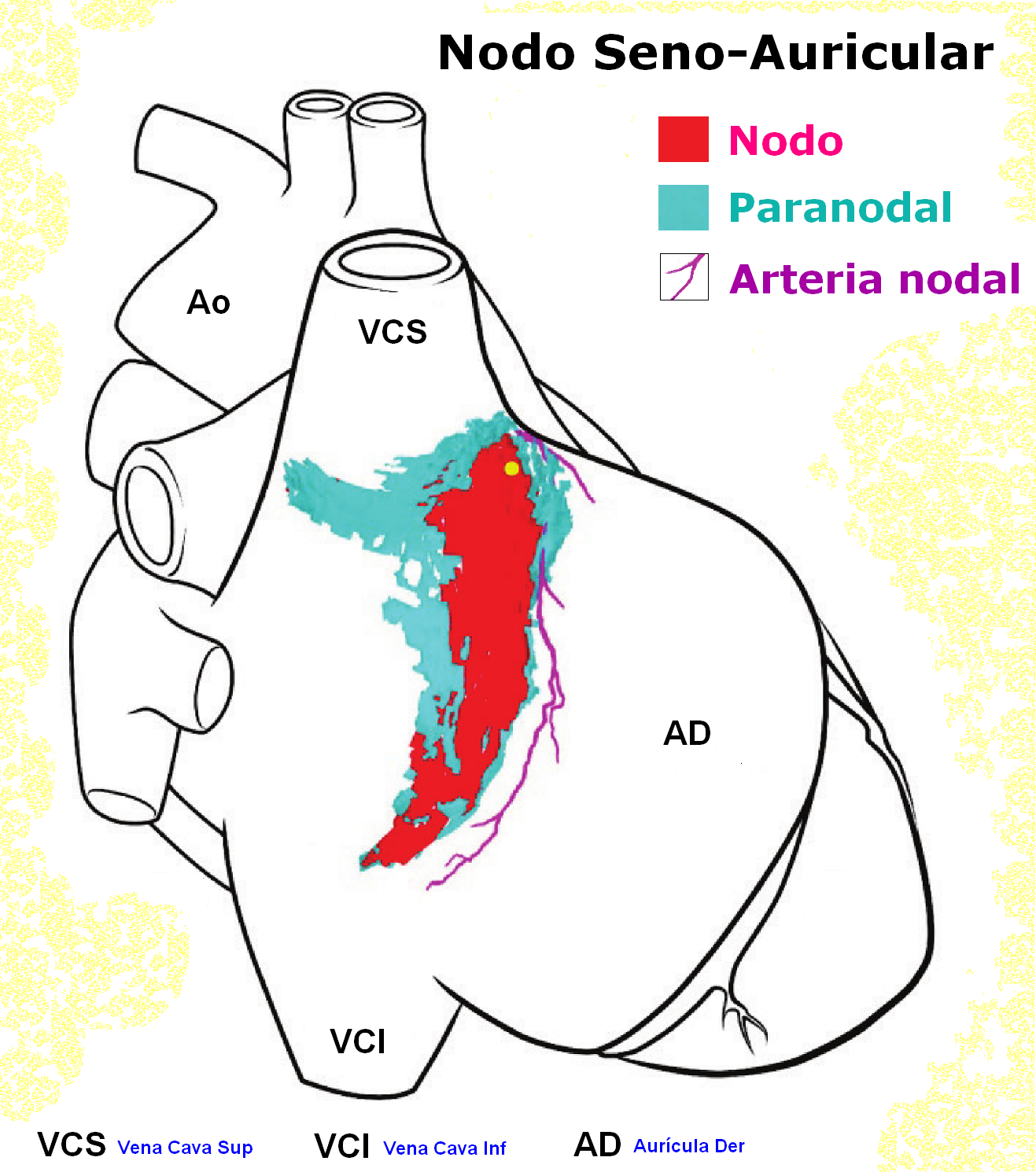
Marcapaso primario: Nodo Seno-Auricular (NSA). Estructura extendida, vista de la cara posterior de la aurícula derecha. Corazón de conejo.

Un uno por ciento de las células musculares (1%) del miocardio poseen la capacidad de generar impulsos eléctricos (potenciales de acción) espontáneamente. 
Una porción especializada del corazón, llamada nodo sinoatrial (NodoSA), es responsable de la propagación de este potencial generado, a lo ancho y largo de la aurícula.
 El nodo está lejos de ser una estructura redondeada y bien delimitada, como se dibuja todavía esquemáticamente, en los libros de texto. Los cardiomiocitos especializados en la conducción, se encuentran en el espesor de la pared de la aurícula. El NodoSA presenta un sector con alta concentración de miocitos especializados (el centro) y un sector Perinodal donde se entremezclan con células contráctiles comunes.

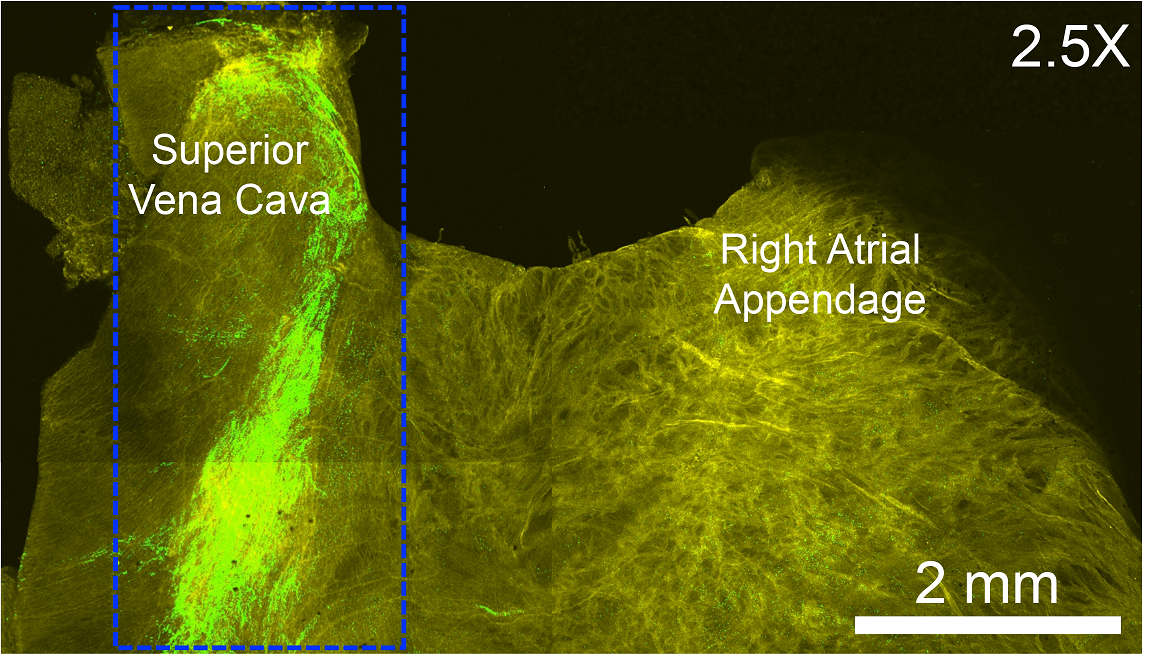
Nodo Seno-Auricular en verde (a la izquierda). Preparación anatómica completa mediante inmunohistoquímica. Corazón de ratón.

Los avances en inmunohistoquímica permiten detectar y diferenciar claramente los cardiomiocitos de excitación integrantes del NodoSA, del resto de las células contráctiles comunes de la aurícula derecha. Esto se puede lograr en una preparación anatómica completa de aurícula de mamífero.

### Secundario

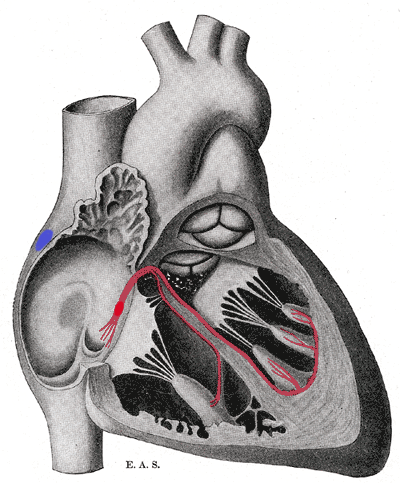
Representación esquemática del nodo sinoauricular y fascículo auriculoventricular. La ubicación del nodo SA se muestra en azul. El fascículo auriculoventricular, representado en rojo, se origina cerca el orificio del seno coronario, experimenta ampliación leve para formar el nodo AV. El nodo AV se ubica debajo, el cual pasa al tabique ventricular y se divide en dos ramas de fibras, las ramas izquierdas y derechas. La distribución definitiva no puede ser completamente mostrada en este esquema.

Si el nodo SA no funciona correctamente y es incapaz de controlar el ritmo cardíaco, un grupo de células más abajo del corazón devendrá en el marcapasos ectópico del corazón. Estas células forman el nodo atrioventricular (o nodo AV), el cual es una área entre la aurícula izquierda y el ventrículo derecho dentro del tabique auricular. Éstas tomarán el rol de marcapasos.

## Generación de potenciales de acción
Hay 3 etapas principales en la generación de un potencial de acción en una célula de marcapasos. Dado que estas etapas son análogas a la contracción de las células del músculo cardíaco, se utilizan los mismos nombres. Esto puede producir alguna confusión. no hay una fase 1 o 2, solo fases 0, 3, y 4.
- Fase 4 - Potencial de marcapasos
- Fase 0 - Movimiento ascendente
- Fase 3 - Repolarización

## Importancia clínica
El nodo sinusal constituye el marcapasos fisiológico del corazón. Diferentes estados patológicos pueden conducir a una reducción de su función, lo que es denominado disfunción sinusal.

### Daño al nodo SA
Si el nodo SA no funciona, o el impulso generado en el nodo SA está bloqueado antes de que viaje abajo por el sistema de conducción eléctrica, un grupo de células más abajo el corazón devendrá en el rol de marcapasos. Este centro es típicamente representado por células dentro del nodo auriculoventricular (nodo AV), el cual es una área entre la aurícula y los ventrículos, dentro del tabique auricular. Si el nodo AV también falla, las fibras de Purkinje son ocasionalmente capaces de suplir como "marcapasos de escape". La razón  por la que las células de Purkinje normalmente no controlan el ritmo cardíaco es porque generan potenciales de acción en una frecuencia más baja que los nodos AV o SA.